# Thursday Next

Thursday Next est l'héroïne principale de la série littéraire qui porte son nom et écrite par Jasper Fforde. À ce jour, cette uchronie comprend sept livres (un huitième est en cours d'écriture), séparés en deux « saisons ». Les sept premiers ont actuellement été traduits en français.

## Liste des romans
- 1re saison
  1. L'Affaire Jane Eyre, Fleuve noir, 2004 ((en) The Eyre Affair, 2001)
  2. Délivrez-moi !, Fleuve noir, 2005 ((en) Lost in a Good Book, 2002)
  3. Le Puits des histoires perdues, Fleuve noir, 2006 ((en) The Well of Lost Plots, 2003)
  4. Sauvez Hamlet !, Fleuve noir, 2007 ((en) Something Rotten, 2004)
- 2e saison
  1. Le Début de la fin, Fleuve noir, 2008 ((en) First Among Sequels, 2007)
  2. Le Mystère du hareng saur, Fleuve noir, 2013 ((en) One of Our Thursdays Is Missing, 2011)
  3. Petit enfer dans la bibliothèque, Fleuve, 2014 ((en) The Woman Who Died a Lot, 2012)

## Présentation de la série
La série débute en 1985, en Angleterre. Ici, le Royaume-Uni n'existe plus. L'Angleterre est une république avec, à sa tête, le premier président George Formby, élu à la suite de la libération du pays des forces nazies ; le Pays de Galles est une « République Populaire ». La Guerre de Crimée fait rage depuis plus de 130 ans. La Russie a toujours un Tsar, et le Parti Whig a encore sa place à la Chambre des communes.
L'ingénierie génétique y est débridée. Ainsi, les dodos de compagnie sont-ils répandus parmi la population. On peut assister à la migration des mammouths régénérés qui peuvent causer bien des dommages sur leur passage… Les hommes de Néandertal n'ont pas échappé à cette fièvre généticienne. Leur comportement assez différent des homo sapiens, et leur « statut non humain » a donné lieu à une « Déclaration des Droits du Néandertal ».
Dans le décor quotidien, le Groupe Goliath est omniprésent. C'est une gigantesque compagnie tentaculaire qui semble fabriquer la plupart des biens et services dans ce monde. Le Groupe agit également comme un gouvernement de l'ombre, en prenant en main des enquêtes policières d'envergure.
La police traditionnelle ne traite d'ailleurs pas les affaires considérées comme « trop particulières ». C'est le Service des Opérations Spéciales (O.S ou OpSpecs) qui s'en charge. Il est divisé en plusieurs sections plus ou moins obscures et nommées par ordre d'importance.
Une section OpSpec est dédiée à la littérature. Elle est chose très sérieuse dans cette Angleterre républicaine. Pour exemples, la polémique autour de la véracité de l'identité de William Shakespeare divise la société ; beaucoup de personnes changent de patronyme pour celui de leur auteur préféré (pour mieux les différencier, leur nouveau nom est suffixé d'un numéro. Par exemple, John Milton432) ; on trouvera aussi dans les lieux publics des « Shakesparleurs », machines à l'image de personnages connus de Shakespeare et placées dans des lieux publics comme les quais de gare, qui récitent contre paiement les tirades les plus connues de leur personnage.
Thursday Next, la trentaine et déjà héroïne de la guerre de Crimée, est détective à la Brigade Littéraire, la section numéro 27 des OpSpecs, communément appelée OS-27.
Elle est née et a grandi à Swindon. Sa mère Wednesday Next est une exécrable cuisinière. Son père, le Colonel Next, un « ancien » agent de la ChronoGarde (OS-12), est absent du foyer familial. Elle a deux frères, Anton et Joffy. Anton a été tué durant la Guerre de Crimée et Joffy est ministre du culte de l'Être Suprême Universel (E.S.U). Son oncle Mycroft et sa tante Polly, esprits brillants et créatifs, vivent sous le même toit que sa mère.
Les aventures de Thursday Next naissent d'un fait essentiel : la porosité entre la fiction et la « réalité ».
Certains personnages de roman et personnes « réelles » peuvent « sauter » la frontière qui sépare les deux mondes.
On découvre ainsi que les personnages romanesques sont conscients de leur sort. Ils savent qu'ils sont dans un livre. On les entend souvent dire qu'on n'a pas besoin d'eux avant telle ou telle page, à la manière des acteurs de théâtre. Ils ont donc du temps pour avoir d'autres activités. Mais ce principe n'est pas clairement expliqué quand se pose le problème des lectures multiples.
Jasper Fforde s'amuse dans ses histoires à jouer avec nous, lecteurs, en détournant des techniques d'écriture, de typographie, de dialogues ou d'édition à des fins narratives. Savez-vous par exemple, parler le Lorem ipsum ou le Courrier Gras ?
Le « Monde des Livres » possède aussi sa propre police, la Jurifiction, qui s'assure de la bonne continuité de la narration et du respect du style propre à l'auteur et au genre littéraire de chaque livre.
Thursday, détective littéraire et passionnée de littérature, sera tout naturellement amenée à travailler pour la Jurifiction.

## Biographie
Thursday a 36 ans au début du premier livre de la série, l'Affaire Jane Eyre, où elle se retrouve confrontée à l'homme qu'elle aime mais à qui elle ne parle plus depuis dix ans, Landen Parke-Laine. Thursday jongle entre son travail à Swindon et le monde de la fiction, contrecarrant les plans du sournois Groupe Goliath, des membres de la famille Hadès et des autres forces maléfiques éventuelles.
Son biographe, Millon de Floss, révèle un peu de sa vie au début des chapitres de L'affaire Jane Eyre, Délivrez-moi !, Le puits des histoires perdues et Sauvez Hamlet !.
Son père, le Colonel Next, est un membre renégat de la ChronoGarde (OS-12) et, officiellement parlant, il n'existe pas, ayant été éradiqué par ses anciens patrons. La méthode fut simple, mais efficace : une remontée dans le temps et un « toc-toc » appliqué sur la porte de ses parents au moment de sa conception. Malgré cela, ses enfants et petits-enfants existent toujours, certainement grâce au fait que le fils de Thursday, Friday, sera un jour à la tête de la ChronoGarde et/ou grâce aux pouvoirs du Colonel Next en personne. 
Le Colonel Next continue cependant à voyager dans le temps et revient régulièrement rendre visite à sa fille Thursday, la plupart du temps en gelant le temps autour d'eux afin qu'ils puissent discuter tranquillement, sans prendre le risque de se faire arrêter par les agents de la ChronoGarde. Le prénom du Colonel n'est connu que de lui-même (conséquence de son éradication, sans doute). Thursday a deux frères : Anton, mort durant la guerre de Crimée, et Joffy, ministre du culte de l'Être Suprême Universel (E.S.U).
Thursday possède également un dodo de compagnie baptisé Pickwick. Bien que les dodos soient éteints depuis quelque temps, ils ont été réintroduits dans le monde de Fforde grâce au clonage, un hobby très populaire. 
Le monde fictif de Thursday Next continue à vivre dans notre monde via de nombreux sites Web (gérés par l'auteur lui-même), pour le moment exclusivement en anglais.
Le cinquième livre des aventures de Thursday Next s'intitule Le Début de la Fin, malgré l'annonce faite dans le livre The Fourth Bear, qu'il disait s'intituler The War of the Words (la Guerre des Mots).

## L'Affaire Jane Eyre
Dans ce premier épisode, Thursday Next est appelée à travailler en dehors de la section spéciale littéraire, pour une autre section des OpSpecs. Elle est la seule à pouvoir reconnaître Acheron Hadès, un dangereux criminel aux pouvoirs particulièrement dangereux, dont l'image n'impressionne pas la pellicule. 
Thursday est de plus en plus personnellement impliquée lorsqu'une invention de son oncle se retrouve entre les mains d'Hadès : c'est un portail qui permet de voyager à l'intérieur des livres et Hadès entend bien s'en servir pour enlever un personnage - risquant de détruire une œuvre littéraire majeure  - et demander la plus grosse rançon de tous les temps.
Thursday aura bien d'autres choses à accomplir, comme mettre fin à la Guerre de Crimée qui fait toujours rage en 1985, empêcher la Goliath Corporation (sorte d'omni-multinationale) de produire une arme dangereuse, et surtout… se battre pour récupérer Landen, l'homme qu'elle aime, qui a trahi son frère et qu'elle a tenté de chasser de sa vie.

## Délivrez-moi!
Le bonheur est de courte durée pour Thursday ! Un mystérieux ennemi, qui a le don de manipuler l'entropie (terme signifiant approximativement « les coïncidences »), tente de la tuer et elle est victime de chantage par la Goliath Corporation. Ils ont éradiqué Landen (ayant été tué dans le passé, c'est comme s'il n'avait jamais existé) et elle est la seule à avoir conservé des souvenirs de lui. Afin de trouver des réponses et parvenir à réactualiser Landen, elle va devoir apprendre à entrer dans les livres sans le portail de son oncle et intégrer la Jurifiction, la police interne des livres, sous la tutelle de Miss Havisham, personnage secondaire mais haut en couleur du roman de C. Dickens Les Grandes Espérances.
Sans oublier, une fois encore, de sauver le monde !

## Le Puits des histoires perdues
Enceinte et sous pression, Thursday accepte de se cacher temporairement dans le monde des livres. Elle intègre le Programme d'Échange de Personnages et s'établit dans un roman en cours d'écriture. Elle pense y être tranquille mais elle devra se battre pour éviter le démantèlement du roman où elle a élu domicile (il est tellement mauvais !), découvrir pourquoi les membres de la Police des livres se font décimer et enfin, lutter contre cet ennemi intime et mystérieux capable de s'attaquer à sa mémoire. Heureusement que Mamie Next, cette grand-mère pleine de surprises, est là pour l'aider.

## Sauvez Hamlet!
Fini, le temps du profil bas ! Thursday en a assez de la fiction et elle veut récupérer son mari éradiqué. Elle retourne dans le monde réel pour affronter le politicien Yorrick Kaine et le Groupe Goliath. Il lui faudra aussi, et encore, sauver le monde.

## Le Début de la fin
Quatorze ans se sont passés depuis la fin de la dernière aventure de Thursday. Nous la retrouvons mère de famille avec, entre autres, son fils Friday, un adolescent mollasson qui serait censé sauver le monde.
Les choses ont bien changé. La détective n'officie plus qu'au sein de la Jurifiction car la plupart des services OpSpecs ont été fermés. Dans le monde extérieur (aux livres), elle est devenue copropriétaire d'une entreprise de revêtements de sols « Moquettes Zénith ».
Mais le nombre de lectures de romans est en baisse constante depuis plusieurs années. Le Monde des Livres cherche un moyen de renverser la tendance.
Alors, Thursday devra s'extirper de situations bien complexes afin que l'humanité ne sombre pas dans l'abêtissement général, et bien sûr, encore une fois, éviter la fin du monde !

## Le Mystère du hareng saur
Cet épisode ne suit pas les aventures de la véritable Thursday Next, mais celles de la Thursday de fiction. Cette dernière devra empêcher un conflit entre le roman féministe et le roman grivois, tout en découvrant ce qui est arrivé à son homonyme du monde réel...